# Mario Party: Star Rush
Mario Party: Star Rush es un videojuego de fiesta desarrollado por Nd Cube y publicado por Nintendo para el Nintendo 3DS. El juego fue lanzado en Europa, Australia, y Japón en octubre de 2016, y en América del Norte el mes siguiente. El juego está precedido por Mario Party 10 para Wii U.

## Jugabilidad
Star Rush es un videojuego de fiesta en la serie de Mario Party que sigue un concepto de juego de mesa. El cambio principal del juego a la franquicia es su sustitución de movimientos por turnos a la capacidad de mover en voluntad, simultáneamente, y sin caminos establecidos en el tablero de juego. El modo principal del juego es "Toad Scramble", en el que todos jugadores juegan como Toad. Otros personajes de la serie de Mario pueden ser reclutados para ser parte del equipo del jugador, pero no son jugables. El objetivo del juego es llegar a los jefes repartidos por el tablero, lo que activa un minijuego en el que se busca hacer el mayor daño al jefe posible.
Hasta cuatro jugadores pueden jugar en conjunto cuando estas cerca de otro jugador que tenga Star Rush a través del modo inalámbrico local Nintendo 3DS. El juego es también compatible con quince Amiibo.

## Desarrollo
Nintendo anunció el juego al final de una nota de prensa para The Legend of Zelda: Breath of the Wild durante su participación en el Electronic Entertainment Expo de 2016. Los periodistas describieron el anuncio como "escondido". Nintendo mostró más del juego al día siguiente. Poco después de su anuncio, usuarios de Twitter comentaron sobre como el arte de caja del juego fue reusado de otros proyectos, incluyendo la etiqueta de pasta enlatada SpaghettiOs. Más cercano al lanzamiento del juego, la caja fue actualizada con arte original. El juego por turnos fue removido para hacer el juego mejor para la consola portátil. Mario Party: Star Rush fue lanzado en Europa el 7 de octubre de 2016, en Australia el 8 de octubre de 2016, en Japón el 20 de octubre de 2016, y en América del Norte el 4 de noviembre de 2016.

## Recepción y crítica
El juego recibió críticas mixtas después del lanzamiento con un 68 en Metacritic. Sean Buckley de Engadget alabó la elección del nuevo modo de juego para reemplazar el movimiento por turnos . Escribió que los minijuegos de Mario Party eran divertidos pero que el formato de juego de mesa era anticuado. Chris Carter de Destructoid elogió la eliminación de la mecánica del "auto", en qué todos jugadores viajaban en un automóvil juntos en el tablero de juego, aunque "no tenía esperanzas" para el juego en general. En Japón, el juego vendió menos de 30,000 unidades en su primera semana. Ha vendido 88,544 en la región a la fecha de 16 de diciembre de 2016.